# Mithra Jazz à Liège
Mithra Jazz à Liège est un festival de jazz créé en 1990, programmé tous les ans au mois de mai le temps d'un week-end. Il est dirigé par l'Association sans but lucratif « Jazz à Liège ».

## Présentation
Les spectacles ont lieu au Palais des congrès de Liège en Belgique.
Au cours des trois soirées (limitée à deux avant l'édition 2014) du festival, une dizaine d'artistes ou groupes de jazz se produisent dans quatre salles du Palais des congrès.
Cet évènement permet à l'association de présenter quelques spectacles gratuits (élèves de la section jazz de l’Académie d’Amay) ainsi que des expositions ou animations sur le thème du jazz.

## Éditions

### 2014
Le festival s'étend sur trois jours, au lieu de deux auparavant, et devient le Mithra Jazz à Liège, avec le support de la société anonyme Mithra Pharmaceuticals.